# Ammalo paranomon
Ammalo paranomon är en fjärilsart som beskrevs av Dyar 1912. Ammalo paranomon ingår i släktet Ammalo och familjen björnspinnare. Inga underarter finns listade i Catalogue of Life.